# Vepridaphne cestrum
Vepridaphne cestrum é uma espécie de gastrópode do gênero Vepridaphne, pertencente a família Raphitomidae.